# Mistrovství světa v ledním hokeji 1977
44. mistrovství světa  a 55. mistrovství Evropy v ledním hokeji probíhalo ve dnech 21. dubna – 8. května 1977 ve Vídni v Rakousku.
Mistrovství se zúčastnilo 24 mužstev, rozdělených podle výkonnosti do tří skupin. Ve skupině A se hrálo nejdříve jednokolově každý s každým, poté první čtyři týmy postoupily do finálové skupiny, kde se hrálo o titul. Mužstva na 5. až 8. místě hrála ve skupině o záchranu. Utkání ze základní skupiny se započítávala.

## Výsledky a tabulky

### Základní část
|    |          | SWE | URS  | TCH  | CAN  | FIN  | USA | GER  | ROM  | V | R | P | Skóre | B  |
| 1. | Švédsko  | *** | 5:1  | 1:3  | 4:2  | 5:1  | 9:0 | 7:1  | 8:1  | 6 | 0 | 1 | 39:9  | 12 |
| 2. | SSSR     | 1:5 | ***  | 6:1  | 11:1 | 11:6 | 8:2 | 10:0 | 18:1 | 6 | 0 | 1 | 65:16 | 12 |
| 3. | ČSSR     | 3:1 | 1:6  | ***  | 3:3  | 11:3 | 6:3 | 9:3  | 13:1 | 5 | 1 | 1 | 46:20 | 11 |
| 4. | Kanada   | 2:4 | 1:11 | 3:3  | ***  | 5:1  | 4:1 | 9:3  | 7:2  | 4 | 1 | 2 | 31:25 | 9  |
| 5. | Finsko   | 1:5 | 6:11 | 3:11 | 1:5  | ***  | 3:2 | 4:1  | 4:2  | 3 | 0 | 4 | 22:37 | 6  |
| 6. | USA      | 0:9 | 2:8  | 3:6  | 1:4  | 2:3  | *** | 3:3  | 7:2  | 1 | 1 | 5 | 18:35 | 3  |
| 7. | SRN      | 1:7 | 0:10 | 3:9  | 3:9  | 1:4  | 3:3 | ***  | 6:3  | 1 | 1 | 5 | 17:45 | 3  |
| 8. | Rumunsko | 1:8 | 1:18 | 1:13 | 2:7  | 2:4  | 2:7 | 3:6  | ***  | 0 | 0 | 7 | 12:63 | 0  |

 Rumunsko –  Švédsko	1:8 (0:2, 0:2, 1:4)
21. dubna 1977 (10:00) – Vídeň (Wiener Stadthalle)

Branky Rumunska: 58:52 Eduard Pana.

Branky Švédska: 13:44 Mats Åhlberg, 16:29 Hans Jax, 24:39 Lars Lindgren, 27:52 Rolf Edberg, 41:40 Bengt Lundholm, 45:07 Bengt Lundholm, 49:40 Roland Eriksson, 55:14 Nils-Olof Olsson.

Rozhodčí: Jim Neagles (USA) – Walter Wieser, Oskar Wögerer (AUT)

Vyloučení: 3:2 (0:1)

Diváků: 1 500
 SRN –  SSSR 	0:10 (0:5, 0:3, 0:2)
21. dubna 1977 (14:00) – Vídeň (Wiener Stadthalle)

Branky SSSR: 2:59 Valerij Charlamov, 7:43 Boris Michajlov, 8:12 Vladimir Lutčenko, 13:41 Sergej Kapustin, 14:28 Vladimir Petrov, 22:44 Viktor Žluktov, 23:00 Valerij Charlamov, 29:07 Vladimir Lutčenko, 48:45 Sergej Babinov, 57:20 Helmuts Balderis.

Rozhodčí: Stig Karlsson (SWE) – Mihai Presneanu (ROM), Karl-Gustav Kaisla (FIN)

Vyloučení: 6:1 (0:2, 0:1)

Diváků: 4 500
SRN: Kehle (31. Suttner) - Kießling, Berndaner, Kretschmer, Auhuber, Völk, Klatt, Scharf - Schloder, Kühnhackl, Philipp - Köberle, Vacatko, Funk - Hinterstocker, Zach, Reindl - Stadler, Slezak.
SSSR: Tretjak (41. Sidělnikov) - Cygankov, Gusev, Babinov, Lutčenko, Vasiljev, Pěrvuchin - Michajlov (41. Šalimovú, Petrov, Charlamov (41. A Golikov) - Malcev, Šadrin, Jakušev - Balderis, Žluktov, Kapustin.
 Československo -  Finsko 	11:3 (7:2, 2:0, 2:1)
21. dubna 1977 (17:00) - Vídeň (Wiener Stadthalle)

Branky a nahrávky Československa: 1:09 Ivan Hlinka (Jiří Bubla), 1:51 Marián Šťastný (Miroslav Dvořák), 6:41 Ivan Hlinka (Jiří Bubla), 8:43 Bohuslav Ebermann (Milan Nový, Oldřich Machač), 13:20 Jaroslav Pouzar (Marián Šťastný), 13:48 Bohuslav Ebermann (Milan Nový, Vladimír Martinec), 15:05 Milan Nový (Vladimír Martinec, Oldřich Machač), 34:31 Milan Nový (Vladimír Martinec), 39:29 Marián Šťastný (Jaroslav Pouzar, Peter Šťastný), 42:55 Eduard Novák (Bohuslav Ebermann), 52:10 Peter Šťastný (Marián Šťastný).

Branky a nahrávky Finska: 3:30 Esa Peltonen (Periti Koivulahti), 14:59 Jukka Alkula (Martti Jarkko), 40:27 Pertti Koivulahti.

Rozhodčí: Marcel Vaillancourt (CAN) – Martin Erhard (GER), Nico Toemen (NED)

Vyloučení: 2:6 (2:0, 1:0) navíc Jiří Novák na 5 min.

Diváků: 2 500
ČSSR: Jiří Holeček – Oldřich Machač, František Pospíšil, Jiří Bubla, Milan Kajkl, František Kaberle, Miroslav Dvořák, Milan Chalupa – Vladimír Martinec, Milan Nový, Bohuslav Ebermann – Vincent Lukáč, Ivan Hlinka, Jiří Holík – Marián Šťastný, Peter Šťastný, Jaroslav Pouzar – Eduard Novák, Jiří Novák.
Finsko: Urpo Ylönen – Seppo Lindström, Seppo Suoraniemi, Risto Siltanen, Hannu Haapalainen, Pekka Marjamäki, Pekka Rautakallio – Veli-Marti Ruisma, Periti Koivulahti, Esa Peltonen – Jukka Alkula, Martti Jarkko, Seppo Ahokainen – Antero Lehtonen, Timo Sutinen, Kari Makkonen – Jukka Porvari.
 Kanada –  USA 	4:1 (2:1, 1:0, 1:0)
21. dubna 1977 (20:30) – Vídeň (Wiener Stadthalle)

Branky Kanady: 11:32 Phil Esposito, 13:42 Jean Pronovost, 33:27 Wilf Paiement, 59:14 Pierre Larouche.

Branky USA: 13:03 Robert Miller.

Rozhodčí: Viktor Dombrovskij (URS) – Harry Westreicher (AUT), László Schell (HUN)

Vyloučení: 6:4 (1:1)

Diváků: 7 500
 USA –  Rumunsko 	7:2 (0:1, 4:0, 3:1)
22. dubna 1977 (14:00) – Vídeň (Wiener Stadthalle)

Branky USA: 25:36 James McElmury, 27:55 Warren Miller, 32:57 David Debol, 39:47 Warren Williams, 41:08 David Debol, 52:48 Robert Miller, 54:51 Robert Krieger.

Branky Rumunska: 9:29 Doru Tureanu, 21:56 Florea Zginca.

Rozhodčí: Josef Kompalla (GER) – Walter Wieser, Oskar Wögerer (AUT)

Vyloučení: 10:7

Diváků: 1 000
 SSSR –  Finsko 	11:6 (2:0, 6:2, 3:4)
22. dubna 1977 (16:00) – Vídeň (Donaupark-WIG Halle)

Branky SSSR: 7:31 Vladimir Petrov, 16:06 Vladimir Petrov, 26:35 Sergej Kapustin, 27:07 Valerij Charlamov, 31:32 Valerij Charlamov, 33:37 Alexandr Malcev, 37:35 Vjačeslav Fetisov, 38:37 Viktor Žluktov, 43:57 Sergej Kapustin, 44:30 Boris Michajlov, 47:25 Valerij Charlamov.

Branky Finska: 24:59 Pertti Koivulahti, 36:28 Jukka Alkula, 53:45 Martti Jarkko, 56:48 Pertti Koivulahti, 58:16 Hannu Haapalainen, 58:25 Jukka Alkula.

Rozhodčí: Jim Neagles (USA) – Harry Westreicher (AUT), László Schell (HUN)

Vyloučení: 4:4 (1:0, 0:1)

Diváků: 1 000
SSSR: Tretjak (51. Sidělnikov) - Cygankov, Gusev, Babinov, Lutčenko, Vasiljev, Pěrvuchin - Michajlov, Petrov, Charlamov - Malcev, Šadrin, Jakušev - Balderis, Žluktov, Kapustin - A. Golikov.
Finsko: Valtonen - Nummelin, Happalainen, Marjamäki, Rautakallio, Lindström, Suoraniemi - Alkula, Jarkko, Ahokainen - A. Lehtonen, Sutinen, Makkonen - Porvari, Koivulahti, E. Peltonen - Siltanen, Ruisma, Oksanen. 
 Československo -  SRN 	9:3 (4:2, 2:1, 3:0)
22. dubna 1977 (17:00) - Vídeň (Wiener Stadthalle)

Branky a nahrávky Československa: 2:04 Milan Nový (František Pospíšil), 8:55 Marián Šťastný (Peter Šťastný), 13:21 Bohuslav Ebermann (Oldřich Machač), 18:55 Bohuslav Ebermann (Milan Nový), 27:24 Bohuslav Ebermann (Vladimír Martinec, Milan Nový), 38:47 Vladimír Martinec, 45:18 Ivan Hlinka (Vincent Lukáč), 50:56 Vladimír Martinec, 56:11 Marián Šťastný (Peter Šťastný).

Branky a nahrávky SRN: 0:24 Erich Kühnhackl (Alois Schloder), 7:46 Udo Kießling (Reiner Philipp), 28:06 Lorenz Funk (Walter Köberle).

Rozhodčí: Raimo Sepponen (FIN) – Karl-Gustav Kaisla (FIN), Mihai Presneanu (ROM)

Vyloučení: 6:7 (3:1, 1:0) navíc Ivan Hlinka na 5 min.

Diváků: 1 000
ČSSR: Jiří Holeček – Oldřich Machač, František Pospíšil, Jiří Bubla, Milan Chalupa, František Kaberle, Miroslav Dvořák – Vladimír Martinec, Milan Nový, Bohuslav Ebermann – Vincent Lukáč, Ivan Hlinka, Jiří Holík – Marián Šťastný, Peter Šťastný, Jaroslav Pouzar.
SRN: Sigmund Suttner – Udo Kießling, Ignaz Berndaner, Josef Völk, Werner Klatt, Klaus Auhuber, Horst Kretschmer, Peter Scharf – Alois Schloder, Erich Kühnhackl, Reiner Philipp – Hans Zach, Franz Reindl, Hermann Hinterstocker – Walter Köberle, Vladimir Vacatko, Lorenz Funk – Miroslaw Slezak.
 Švédsko –  Kanada 	4:2 (2:0, 1:0, 1:2)
22. dubna 1977 (20:00) – Vídeň (Wiener Stadthalle)

Branky Švédska: 5:43 Mats Åhlberg, 7:08 Lars-Erik Ericsson, 27:07 Lars-Erik Ericsson, 59:48 Per-Olov Brasar.

Branky Kanady: 53:23 Jean Pronovost, 59:34 Pierre Larouche.

Rozhodčí: Ivo Filip (TCH) – Nico Toemen (NED), Martin Erhard (GER)

Vyloučení: 4:8 (1:0) + Wilf Paiement na 5 min.

Diváků: 4 500
 Československo -  Rumunsko 	13:1 (5:0, 4:0, 4:1)
24. dubna 1977 (10:00) – Vídeň (Wiener Stadthalle)

Branky a nahrávky Československa: 6:02 Jaroslav Pouzar(Peter Šťastný), 7:26 Jiří Novák (Vladimír Martinec), 10:05 Bohuslav Ebermann, 15:16 Jiří Holík (Eduard Novák, Vladimír Martinec), 18:17 Eduard Novák (Milan Nový, František Pospíšil), 21:34 Ivan Hlinka (Jiří Holík), 22:30 Ivan Hlinka, 23:51 Jaroslav Pouzar, 24:19 Eduard Novák (Milan Nový, Bohuslav Ebermann), 42:07 Peter Šťastný (Marián Šťastný), 46:12 Marián Šťastný (Jaroslav Pouzar), 48:01 Eduard Novák (Milan Nový), 56:00 Marián Šťastný (František Kaberle, Peter Šťastný).

Branky a nahrávky Rumunska: 44:29 Laszlo Solyom.

Rozhodčí: Josef Kompalla (GER) – Harry Westreicher (AUT), László Schell (HUN)

Vyloučení: 0:2 (1:0)

Diváků: 1 000
ČSSR: Vladimír Dzurilla – Oldřich Machač, František Pospíšil, Milan Chalupa, Milan Kajkl, František Kaberle, Miroslav Dvořák, Jiří Bubla – Eduard Novák, Milan Nový, Bohuslav Ebermann – Vladimír Martinec, Jiří Novák, Jiří Holík – Marián Šťastný, Peter Šťastný, Jaroslav Pouzar – Ivan Hlinka, Vincent Lukáč.
Rumunsko: Valerin Netedu (Gheorghe Hutan) – Dezideriu Varga, Ion Ionita, Florea Zginca, Doru Morosan, Sandor Gall, Elöd Antal – Eduard Pana, Constantin Dumitru, Marian Pisaru – Ion Gheorghiu, Adrian Olenici, Tiberiu Miklos – Marian Costea, Doru Tureanu, Dumitru Axinte – Laszlo Solyo.
 Švédsko –  Finsko 	5:1 (1:0, 0:1, 4:0)
24. dubna 1977 (14:00) – Vídeň (Wiener Stadthalle)

Branky Švédska: 13:42 Stefan Persson, 50:12 Kent-Erik Andersson, 52:05 Bengt Lundholm, 55:26 Stefan Persson, 55:36 Bengt Lundholm.

Branky Finska: 36:50 Esa Peltonen.

Rozhodčí: Marcel Vaillancourt (CAN) – Walter Wieser, Oskar Wögerer (AUT)

Vyloučení: 0:0

Diváků: 2 000
 USA –  SRN 	3:3 (2:1, 1:1, 0:1)
24. dubna 1977 (17:00) – Vídeň (Wiener Stadthalle)

Branky USA: 5:39 Warren Miller, 13:14 Warren Williams, 27:49 James McElmury.

Branky SRN: 8:41 Lorenz Funk, 24:42 Reiner Philipp, 48:40 Erich Kühnhackl.

Rozhodčí: Viktor Dombrovskij (URS) – Mihai Presneanu (ROM), Karl-Gustav Kaisla (FIN)

Vyloučení: 6:2 (1:1)

Diváků: 6 000
 Kanada –  SSSR 	1:11 (0:3, 1:5, 0:3)
24. dubna 1977 (20:00) – Vídeň (Wiener Stadthalle)

Branky Kanady: 38:48 Rick Hampton.

Branky SSSR: 8:36 Helmuts Balderis, 11:09 Valerij Charlamov, 14:32 Alexandr Jakušev, 21:47 Alexandr Jakušev, 26:51 Valerij Vasiljev, 29:40 Helmuts Balderis, 30:36 Boris Michajlov, 31:53 Alexandr Jakušev, 44:39 Viktor Žluktov, 47:31 Boris Michajlov, 50:43 Alexandr Jakušev.

Rozhodčí: Stig Karlsson (SWE) – Nico Toemen (NED), Martin Erhard (GER)

Vyloučení: 5:1 (0:3, 0:1) + Wilf Paiement na 5 min.

Diváků: 8 000
Kanada: Rutherford (30. T. Esposito) - Kearns, Russell, Vadnais, D. Smith, G. Smith - Pronovost, P. Esposito, Klassen - Paiement, Larouche, Vail - Ellis, Merrick, MacAdam, Gilbert - McKechnie, Hamilton.
SSSR: Tretjak - Cygankov, Gusev, Babinov, Lutčenko, Vasiljev, Pěrvuchin - Michajlov, Petrov, Charlamov - Malcev, Šadrin, Jakušev - Balderis, Žluktov, Kapustin - Šalimov.
 Švédsko –  SRN 	7:1 (2:0, 3:0, 2:1)
25. dubna 1977 (17:00) – Vídeň (Wiener Stadthalle)

Branky Švédska: 13:08 Mats Åhlberg, 15:34 Roland Eriksson, 28:44 Roland Eriksson, 30:03 Roland Eriksson, 35:59 Rolf Edberg, 59:16 Kent-Erik Andersson, 59:58 Stefan Persson.

Branky SRN: 46:15 Hans Zach.

Rozhodčí: Raimo Sepponen (FIN) – Harry Westreicher (AUT), Karl-Gustav Kaisla (FIN)

Vyloučení: 2:7 (3:0)+ Erich Kühnhackl na 10 min.

Diváků: 2 000
 SSSR –  Rumunsko 	18:1 (4:0, 8:0, 6:1)
25. dubna 1977 (20:00) – Vídeň (Wiener Stadthalle)

Branky SSSR: 2:45 Viktor Žluktov, 4:48 Viktor Šalimov, 10:20 Boris Michajlov, 19:59 Viktor Šalimov, 21:44 Sergej Babinov, 23:17 Sergej Kapustin, 23:36 Vjačeslav Fetisov, 26:22 Sergej Kapustin, 28:18 Vjačeslav Fetisov, 29:52 Helmuts Balderis, 35:46 Viktor Šalimov, 37:33 Boris Michajlov, 40:53 Boris Michajlov, 45:03 Valerij Charlamov, 47:09 Helmuts Balderis, 48:21 Vladimir Petrov, 57:33 Vladimir Petrov, 59:46 Vasilij Pěrvuchin.

Branky Rumunska: 50:23 Dezideriu Varga.

Rozhodčí: Ivo Filip (TCH) – Walter Wieser, Oskar Wögerer (AUT)

Vyloučení: 0:0

Diváků: 600
SSSR: Sidělnikov - Cygankov, Fetisov, Babinov, Lutčenko, Vasiljev, Pěrvuchin - Michajlov, Petrov, Charlamov - Šalimov, Šadrin, Jakušev - Balderis, Žluktov, Kapustin.
Rumunsko: Hutan (24. - 41. Netedu) - Gall, Antal, Varga, Ionita, Iustinian, Zginca - Costea, Olenici, Axinte - Pana, Pisaru, Monosan - Gheorgiu, Solyom, Nistor - Tureanu, Dumitru, Miklos.
 USA –  Finsko 	2:3 (1:1, 0:0, 1:2)
26. dubna 1977 (17:00) – Vídeň (Wiener Stadthalle)

Branky USA: 19:49 Robert Krieger, 51:00 Warren Williams.

Branky Finska: 8:10 Pekka Rautakallio, 45:16 Timo Sutinen, 57:44 Timo Sutinen.

Rozhodčí: Marcel Vaillancourt (CAN) – Walter Wieser, Oskar Wögerer (AUT)

Vyloučení: 1:1

Diváků: 4 000
 Československo -  Kanada 	3:3 (0:0, 2:3, 1:0)
26. dubna 1977 (20:00) - Vídeň (Wiener Stadthalle)

Branky a nahrávky Československa: 21:58 Marián Šťastný (Jaroslav Pouzar), 30:33 Jaroslav Pouzar (Jiří Bubla), 41:01 Milan Nový (Bohuslav Ebermann).

Branky a nahrávky Kanady: 34:17 Pierre Larouche (Wilf Paiement), 34:42 Wayne Merrick (Alan MacAdam), 35:37 Ron Ellis.

Rozhodčí: Raimo Sepponen (FIN) – Martin Erhard (GER), Nico Toemen (NED)

Vyloučení: 1:4 (1:0) + Walt McKechnie na 10 min.

Diváků: 8 500
ČSSR: Vladimír Dzurilla – Oldřich Machač, František Pospíšil, Jiří Bubla, Milan Kajkl, František Kaberle, Miroslav Dvořák, Milan Chalupa – Eduard Novák, Milan Nový, Bohuslav Ebermann – Vladimír Martinec, Ivan Hlinka, Jiří Holík - Marián Šťastný, Peter Šťastný, Jaroslav Pouzar – Jiří Novák, Vincent Lukáč.
Kanada: Tony Esposito – Dallas Smith, Phil Russell, Carol Vadnais, Greg Smith, Rick Hampton, Dennis Kearns – Rod Gilbert, Wayne Merrick, Eric Vail – Wilf Paiement, Walt McKechnie, Alan MacAdam – Ron Ellis, Pierre Larouche, Ralph Klassen – Phil Esposito.
 SRN –  Rumunsko 	6:3 (3:0, 1:2, 2:1)
27. dubna 1977 (17:00) – Vídeň (Wiener Stadthalle)

Branky SRN: 1:18 Walter Köberle, 9:25 Hans Zach, 12:35 Erich Kühnhackl, 27:46 Alois Schloder, 47:22 Hans Zach, 49:56 Reiner Philipp.

Branky Rumunska: 28:58 Florea Zginca, 34:32 Doru Tureanu, 50:23 Laszlo Solyom.

Rozhodčí: Viktor Dombrovskij (URS) – Walter Wieser (AUT), Karl-Gustav Kaisla (FIN)

Vyloučení: 7:9 (1:0, 1:0) + Marian Costea na 10 min.

Diváků: 3 000
 Kanada –  Finsko 	5:1 (2:0, 0:1, 3:0)
27. dubna 1977 (20:00) – Vídeň (Wiener Stadthalle)

Branky Kanady: 11:00 Eric Vail, 15:09 Alan MacAdam, 41:57 Carol Vadnais, 54:38 Ron Ellis, 59:09 Alan MacAdam.

Branky Finska: 35:35 Esa Peltonen.

Rozhodčí: Ivo Filip (TCH) – Harry Westreicher (AUT), László Schell (HUN)

Vyloučení: 3:2

Diváků: 4 000
 Švédsko –  USA 	9:0 (4:0, 3:0, 2:0)
28. dubna 1977 (17:00) – Vídeň (Wiener Stadthalle)

Branky Švédska: 2:54 Lars-Erik Ericsson, 11:02 Mats Åhlberg, 15:01 Rolf Edberg, 19:58 Mats Åhlberg, 21:00 Lars Zetterström, 27:52 Mats Åhlberg, 31:06 Hans Jax, 45:03 Kent-Erik Andersson, 56:28 Rolf Edberg.

Rozhodčí: Marcel Vaillancourt (CAN) – Walter Wieser, Oskar Wögerer (AUT)

Vyloučení: 5:4 (3:0, 1:0)

Diváků: 4 000
 Československo -  SSSR 	1:6 (1:1, 0:4, 0:1)
28. dubna 1977 (20:00) - Vídeň (Wiener Stadthalle)

Branky a nahrávky Československa: 12:18 Vladimír Martinec (František Pospíšil).

Branky a nahrávky SSSR: 4:27 Viktor Žluktov (Sergej Kapustin), 22:46 Sergej Kapustin (Valerij Vasiljev), 25:58 Boris Michajlov (Gennadij Cygankov, Vladimir Petrov), 28:00 Sergej Kapustin (Helmuts Balderis), 34:06 Sergej Babinov (Vladimir Šadrin), 52:08 Alexandr Jakušev (Vladimir Šadrin).

Rozhodčí: Josef Kompalla (GER) – Nico Toemen (NED), Karl-Gustav Kaisla (FIN)

Vyloučení: 4:3 (0:1)

Diváků: 9 000
ČSSR: Jiří Holeček – Oldřich Machač, František Pospíšil, Jiří Bubla, Milan Kajkl, Milan Chalupa, Miroslav Dvořák, František Kaberle – Vladimír Martinec, Milan Nový, Bohuslav Ebermann – Vincent Lukáč, Ivan Hlinka, Jiří Holík - Marián Šťastný, Peter Šťastný, Jaroslav Pouzar – Jiří Novák.
SSSR: Vladislav Treťjak – Gennadij Cygankov, Alexandr Gusev, Sergej Babinov, Vladimir Lutčenko, Valerij Vasiljev, Vasilij Pěrvuchin – Boris Michajlov, Vladimir Petrov, Valerij Charlamov – Viktor Šalimov, Vladimir Šadrin, Alexandr Jakušev – Helmuts Balderis, Viktor Žluktov, Sergej Kapustin.
 Finsko –  Rumunsko 	4:2 (2:0, 0:1, 2:1)
29. dubna 1977 (17:00) – Vídeň (Wiener Stadthalle)

Branky Finska: 12:45 Esa Peltonen, 16:22 Jukka Porvari, 45:20 Timo Sutinen, 46:20 Periti Koivulahti.

Branky Rumunska: 29:18 Florea Zginca, 56:38 Dumitru Axinte.

Rozhodčí: Stig Karlsson (SWE) – László Schell (HUN), Martin Erhard (GER)

Vyloučení: 5:5 (1:0)

Diváků: 2 500
 SRN –  Kanada 	3:9 (1:2, 0:3, 2:4)
29. dubna 1977 (20:00) – Vídeň (Wiener Stadthalle)

Branky SRN: 15:32 Franz Reindl, 49:31 Reiner Philipp, 57:37 Josef Völk.

Branky Kanady: 12:24 Carol Vadnais, 17:31 Eric Vail, 26:47 Wilf Paiement, 28:33 Carol Vadnais, 34:11 Rod Gilbert, 50:17 Phil Esposito, 47:06 Rod Gilbert, 48:38 Pierre Larouche, 54:24 Wilf Paiement.

Rozhodčí: Jim Neagles (USA) – Harry Westreicher (AUT), Nico Toemen (NED)

Vyloučení: 4:8 (1:1)

Diváků: 3 500
  Československo -  Švédsko 3:1 (1:1, 0:0, 2:0)
30. dubna 1977 (17:00) - Vídeň (Wiener Stadthalle)

Branky a nahrávky Československa: 18:25 Jaroslav Pouzar (Marián Šťastný), 43:31 Ivan Hlinka (Jiří Holík, Jiří Novák), 47:21 Oldřich Machač (František Pospíšil).

Branky a nahrávky Švédska: 8:52 Martin Karlsson (Per-Olov Brasar).

Rozhodčí: Marcel Vaillancourt (CAN) – Martin Erhard (GER), Nico Toemen (NED)

Vyloučení: 3:4 (1:0)

Diváků: 6 500
ČSSR: Vladimír Dzurilla – Oldřich Machač, František Pospíšil, Jiří Bubla, Milan Kajkl, František Kaberle, Milan Chalupa – Vladimír Martinec, Milan Nový, Bohuslav Ebermann – Jiří Novák, Ivan Hlinka, Jiří Holík - Marián Šťastný, Peter Šťastný, Jaroslav Pouzar.
Švédsko: Hardy Åström – Stig Salming, Ulf Weinstock, Lars Lindgren, Lars Zetterström, Stefan Persson, Jan-Erik Silfverberg – Martin Karlsson, Per-Olov Brasar, Hans Jax – Kent-Erik Andersson, Rolf Edberg, Bengt Lundholm – Mats Waltin, Nils-Olof Olsson, Lars-Erik Ericsson – Mats Åhlberg, Roland Eriksson, Lars-Gunnar Lundberg.
 SSSR –  USA 	8:2 (5:0, 3:2, 0:0)
30. dubna 1977 (20:00) – Vídeň (Wiener Stadthalle)

Branky SSSR: 5:16 Viktor Šalimov, 11:18 Boris Michajlov, 13:53 Sergej Kapustin, 14:10 Vladimir Petrov, 14:52 Boris Michajlov, 20:22 Vladimir Petrov, 29:54 Boris Michajlov, 30:47 Vladimir Šadrin.

Branky USA: 37:44 Wally Olds, 38:10 David Hynes.

Rozhodčí: Raimo Sepponen (FIN) – Karl-Gustav Kaisla (FIN), Mihai Presneanu (ROM)

Vyloučení: 3:7 (1:0) + Warren Williams na 10 min.

Diváků: 4 000
SSSR: Tretjak (33. Sidělnikov) - Cygankov, Gusev, Babinov, Lutčenko, Vasiljev, Pěrvuchin, Fetisov - Michajlov, Petrov, Charlamov - Šalimov, Šadrin, Jakušev - Balderis, Žluktov, Kapustin - Malcev, A. Golikov.
USA: Reece - Nanne, Paradise, McElmury, Micheletti, R. Anderson - W. Miller, Vanelli, Younghans - Krieger, Debol, Hynes - Heasllip, R. Miller, Williams - Schneider.
 Kanada –  Rumunsko 	7:2 (2:2, 2:0, 3:0)
1. května 1977 (17:00) – Vídeň (Wiener Stadthalle)

Branky Kanady: 2:22 Ron Ellis, 14:52 Phil Esposito, 29:15 Eric Vail, 37:34 Alan MacAdam, 42:46 Wayne Merrick, 43:56 Alan MacAdam, 46:18 Ralph Klassen.

Branky Rumunska: 3:41 Doru Tureanu, 9:36 Dumitru Axinte.

Rozhodčí: Jim Neagles (USA) – László Schell (HUN), Karl-Gustav Kaisla (FIN)

Vyloučení: 3:2 (0:0, 1:0)

Diváků: 3 500
 Finsko –  SRN 	4:1 (2:0, 1:0, 1:1)
1. května 1977(20:00) – Vídeň (Wiener Stadthalle)

Branky Finska: 7:18 Esa Peltonen, 16:18 Pekka Rautakallio, 38:14 Periti Koivulahti, 56:05 Veli-Marti Ruisma.

Branky SRN: 59:50 Walter Köberle.

Rozhodčí: Viktor Dombrovskij (URS) – Walter Wieser, Harry Westreicher (AUT)

Vyloučení: 5:5 (2:0) + Pekka Marjamäki a Horst Kretschmer na 5 min.

Diváků: 2 500
 Československo -  USA 	6:3 (1:2, 3:1, 2:0)
2. května 1977 (17:00) - Vídeň (Wiener Stadthalle)

Branky a nahrávky Československa: 12:45 Vladimír Martinec (Jiří Novák), 20:14 Ivan Hlinka, 27:10 Jiří Holík (Jiří Novák), 37:36 Ivan Hlinka (Jiří Bubla), 40:22 Milan Nový, 49:34 Peter Šťastný.

Branky a nahrávky USA: 15:56 15:56 David Hynes (David Debol), 16:49 Robert Miller (Thomas Younghans), 21:29 Robert Krieger (David Debol).

Rozhodčí: Stig Karlsson (SWE) – Walter Wieser, Oskar Wögerer (AUT)

Vyloučení: 2:5 (2:1)

Diváků: 2 500
ČSSR: Jiří Holeček (21. Vladimír Dzurilla) – Oldřich Machač, František Pospíšil, Miroslav Dvořák, Milan Chalupa, Milan Kajkl, František Kaberle, Jiří Bubla – Eduard Novák, Milan Nový, Bohuslav Ebermann - Vladimír Martinec, Jiří Novák, Jiří Holík – Marián Šťastný, Peter Šťastný, Jaroslav Pouzar – Ivan Hlinka.
USA: Mike Curran – Louis Nanne, Robert Paradise, James McElmury, Joseph Micheletti, Russell Anderson, Wally Olds – Thomas Younghans, Thomas Vannelli, Robert Miller – Warren Miller, David Debol, Mark Heaslip – Warren Williams, David Hynes, Robert Krieger.
 Švédsko –  SSSR 	5:1 (1:0, 2:0, 2:1)
2. května 1977 (20:00) – Vídeň (Wiener Stadthalle)

Branky Švédska: 5:04 Per-Olov Brasar, 21:40 Kent-Erik Andersson, 38:26 Mats Åhlberg, 41:00 Bengt Lundholm, 57:34 Rolf Edberg.

Branky SSSR: 44:53 Gennadij Cygankov.

Rozhodčí: Josef Kompalla – Martin Erhard (GER), László Schell (HUN)

Vyloučení: 5:2 (2:1) + Lars Zetterström na 10 min a Sergej Kapustin na 5 min.

Diváků: 6 500
Švédsko: Högosta (53. Hardy Åström) - S. Salming, Weinstock, Lindgren, Zetterström, Persson, Waltin - Hardy Åström, Brasar, Jax - K. E. Andersson, Edberg, Lundholm - R. Eriksson, L. E. Ericsson, M. Karlsson - Lindberg.
SSSR: Tretjak - Cygankov, Gusev, Babinov, Lytčenko, Vasiljev, Pěrvuchin - Michajlov, Petrov, Charlamov - Šalimov, Šadrin, Jakušev - Malcev, Žluktov, Kapustin - A. Golikov.

### Finále
|    |         | TCH | SWE | URS | CAN | V | R | P | Skóre | B  |
| 1. | ČSSR    | *** | 2:1 | 4:3 | 2:8 | 7 | 1 | 2 | 54:32 | 15 |
| 2. | Švédsko | 1:2 | *** | 3:1 | 0:7 | 7 | 0 | 3 | 43:19 | 14 |
| 3. | SSSR    | 3:4 | 1:3 | *** | 8:1 | 7 | 0 | 3 | 77:24 | 14 |
| 4. | Kanada  | 8:2 | 7:0 | 1:8 | *** | 6 | 1 | 3 | 47:35 | 13 |

- Utkání ze základní části se započítávala.

 Československo -  SSSR 	4:3 (3:0, 1:3, 0:0)
4. května 1977 (17:00) - Vídeň (Wiener Stadthalle)

Branky a nahrávky Československa: 0:41 Vladimír Martinec (Milan Nový), 9:53 Jiří Novák (Ivan Hlinka), 12:14 Jiří Holík (Ivan Hlinka), 20:21 Milan Nový (Bohuslav Ebermann, Vladimír Martinec).

Branky a nahrávky SSSR: 24:20 Valerij Charlamov (Boris Michajlov, Gennadij Cygankov), 26:49 Boris Michajlov (Vladimir Petrov, Valerij Charlamov), 29:07 Helmuts Balderis.

Rozhodčí: Jim Neagles (USA) – Nico Toemen (NED), Martin Erhard (GER)

Vyloučení: 5:4 (2:0)

Diváků: 7 000
ČSSR: Vladimír Dzurilla – Oldřich Machač, František Pospíšil, Jiří Bubla, Milan Kajkl, Milan Chalupa, Miroslav Dvořák – Vladimír Martinec, Milan Nový, Bohuslav Ebermann – Jiří Novák, Ivan Hlinka, Jiří Holík - Marián Šťastný, Peter Šťastný, Jaroslav Pouzar.
SSSR: Vladislav Treťjak - Gennadij Cygankov, Alexandr Gusev, Sergej Babinov, Vladimir Lutčenko, Valerij Vasiljev, Vasilij Pěrvuchin – Boris Michajlov, Vladimir Petrov, Valerij Charlamov – Alexandr Malcev, Vladimir Šadrin, Alexandr Jakušev – Helmuts Balderis, Viktor Žluktov, Sergej Kapustin.
 Kanada –  Švédsko 	7:0 (3:0, 3:0, 1:0)
4. května 1977 (20:00) – Vídeň (Wiener Stadthalle)

Branky Kanady: 2:07 Wayne Merrick, 4:45 Pierre Larouche, 16:26 Phil Esposito, 25:57 Phil Esposito, 28:15 Pierre Larouche, 28:37 Ron Ellis, 47:22 Eric Vail.

Rozhodčí: Raimo Sepponen – Karl-Gustav Kaisla (FIN), Harry Westreicher (AUT)

Vyloučení: 5:1 (1:0) + Carol Vadnais na 5 a 10 min.

Diváků: 8 500
Kanada: Tony Esposito – Kearns, Greg Smith, Hampton, Dallas Smith, Vadnais, Russel – Ellis, Phil Esposito, MacAdam – Paiment, Larouche, Vail – Gilbert, McKechnie, Merrick – Klassen.
Švédsko: Åström – Salming, Weinstock, Lindgren, Zetterström, Persson, Waltin – Ahlberg, Brasar, Jax – Olsson, Andersson, Lars-Erik Ericsson – Karlsson, Roland Eriksson, Lundberg – Lundholm, Edberg.
 Československo -  Švédsko 	2:1 (0:0, 0:0, 2:1) - anketa nejslavnější gól - Bohuslav Ebermann rok 1977
6. května 1977 (17:00) - Vídeň (Wiener Stadthalle)

Branky a nahrávky Československa: 46:20 Vladimír Martinec (Milan Nový, František Pospíšil), 55:38 Bohuslav Ebermann (Vladimír Martinec).

Branky a nahrávky Švédska: 54:48 Hans Jax (Ulf Weinstock).

Rozhodčí: Josef Kompalla (GER) – Martin Erhard (GER), Harry Westreicher (AUT)

Vyloučení: 4:3 (0:1)

Diváků: 9 000
ČSSR: Vladimír Dzurilla – Oldřich Machač, František Pospíšil, Jiří Bubla, Milan Kajkl, Milan Chalupa, Miroslav Dvořák – Vladimír Martinec, Milan Nový, Bohuslav Ebermann – Jiří Novák, Ivan Hlinka, Jiří Holík - Marián Šťastný, Peter Šťastný, Jaroslav Pouzar - Vincent Lukáč.
Švédsko: Göran Högosta – Stig Salming, Ulf Weinstock, Lars Lindgren, Lars Zetterström, Stefan Persson, Mats Waltin – Mats Åhlberg, Per-Olov Brasar, Hans Jax – Kent-Erik Andersson, Rolf Edberg, Lars-Gunnar Lundberg – Nils-Olof Olsson, Roland Eriksson, Lars-Erik Ericsson – Martin Karlsson.
 SSSR –  Kanada 	8:1 (1:1, 4:0, 3:0)
6. května 1977 (20:00) – Vídeň (Wiener Stadthalle)

Branky SSSR: 4:26 Gennadij Cygankov, 23:08 Alexandr Jakušev, 23:32 Sergej Kapustin, 29:37 Valerij Charlamov, 31:33 Helmuts Balderis, 42:08 Alexandr Jakušev, 45:43 Vladimir Šadrin, 46:20 Helmuts Balderis.

Branky Kanady: 6:46 Greg Smith.

Rozhodčí: Raimo Sepponen – Karl-Gustav Kaisla (FIN), Nico Toemen (NED)

Vyloučení: 6:11 (4:1) + Pierre Larouche a Carol Vadnais na 10 min., Eric Vail do konce zápasu.

Diváků: 9 400
SSSR: Tretjak - Cygankov, Fetisov, Babinov, Lutčenko, Vasiljev, Pěrvuchin - Michajlov, Petrov, Charlamov - Malcev, Šadrin, Jakušev - Balderis, Žluktov, Kapustin.
Kanada: T. Esposito - Kearns G. Smith, Vadnais, Russell, Hamilton, D. Smith - Ellis, P. Esposito, Klassen - Paiement, Larouche, Vail - Pronovost, Merrick, MacAdam - McKechnie, Gilbert.
 Československo -  Kanada 	2:8 (0:2, 2:2, 0:4)
8. května 1977 (14:00) - Vídeň (Wiener Stadthalle)

Branky a nahrávky Československa: 34:26 Ivan Hlinka (Jiří Holík), 35:33 Jiří Holík (Ivan Hlinka).

Branky a nahrávky Kanady: 6:03 Wayne Merrick (Carol Vadnais, Phil Russel), 9:55 Phil Esposito, 27:34 Ron Ellis (Wayne Merrick), 35:02 Pierre Larouche, 43:08 Wilf Paiement (Larouche), 47:14 Walt McKechnie (Jean Pronovost), 52:33 Phil Esposito (Dennis Kearns), 53:36 Wilf Paiement (Pierre Larouche, Dallas Smith).

Rozhodčí: Stig Karlsson (SWE) – Harry Westreicher (AUT), Karl-Gustav Kaisla (FIN)

Vyloučení: 3:8 (0:0, 0:1)

Diváků: 9 400
ČSSR: Vladimír Dzurilla – Oldřich Machač, František Pospíšil, Jiří Bubla, Milan Kajkl, Milan Chalupa, Miroslav Dvořák, František Kaberle – Vladimír Martinec, Milan Nový, Bohuslav Ebermann – Jiří Novák, Ivan Hlinka, Jiří Holík - Marián Šťastný, Peter Šťastný, Jaroslav Pouzar – Vincent Lukáč, Eduard Novák.
Kanada: Tony Esposito – Rick Hampton, Dallas Smith, Carol Vadnais, Russel, Dennis Kearns, Greg Smith - Wilf Paiement, Pierre Larouche, Alan MacAdam – Jean Pronovost, Walt McKechnie, Wayne Merrick – Ron Ellis, Phil Esposito, Ralph Klassen.
 Švédsko –  SSSR 	3:1 (1:1, 2:0, 0:0)
8. května 1977 (17:00) – Vídeň (Wiener Stadthalle)

Branky Švédska: 9:15 Roland Eriksson, 22:52 Roland Eriksson, 29:57 Roland Eriksson.

Branky SSSR: 7:49 Vladimir Šadrin.

Rozhodčí: Jim Neagles (USA) – Nico Toemen (NED), László Schell (HUN)

Vyloučení: 4:1 (0:1, 1:0) + Stefan Persson na 10 min.

Diváků: 9 000
Švédsko: Högosta – Lindgren, Zetterström, Persson, Waltin, Salming, Weinstock – Andersson, Edberg, Karlsson – Olsson, Roland Eriksson, Lars-Erik Ericsson – Ahlberg, Brasar, Jax.
SSSR: Treťjak – Cygankov, Fetisov, Babinov, Lutčenko, Vasiljev, Pervuchin – Michajlov, Petrov, Charlamov – Maľcev, Šadrin, Jakušev – Balderis, Žluktov, Kapustin – Šalimov.

### O udržení
|    |          | FIN  | USA | GER | ROM  | V | R | P | Skóre | B  |
| 5. | Finsko   | ***  | 2:3 | 7:2 | 14:1 | 5 | 0 | 5 | 45:43 | 10 |
| 6. | USA      | 3:2  | *** | 4:1 | 4:5  | 3 | 1 | 6 | 29:43 | 7  |
| 7. | SRN      | 2:7  | 1:4 | *** | 3:2  | 2 | 1 | 7 | 23:58 | 5  |
| 8. | Rumunsko | 1:14 | 5:4 | 2:3 | ***  | 1 | 0 | 9 | 20:84 | 2  |

- Utkání ze základní části se započítávala.

 Finsko –  Rumunsko		14:1 (3:0, 6:1, 5:0)
3. května 1977 (17:00) – Vídeň (Wiener Stadthalle)

Branky Finska: 0:16 Timo Nummelin, 11:32 Jukka Porvari, 17:07 Seppo Ahokainen, 20:55 Jukka Alkula, 28:20 Jukka Alkula, 29:24 Pekka Rautakallio, 29:58 Timo Sutinen, 30:35 Martti Jarkko, 39:41 Kari Makkonen, 42:19 Jukka Alkula, 43:08 Seppo Lindström, 52:12 Timo Sutinen, 53:22 Kari Makkonen, 54:48 Antero Lehtonen.

Branky Rumunska: 38:22 Dumitru Axinte.

Rozhodčí: Jim Neagles (USA) – Harry Westreicher (AUT), László Schell (HUN)

Vyloučení: 3:4

Diváků: 2 000
 USA –  SRN 	4:1 (1:1, 3:0, 0:0)
3. května 1977(20:00) – Vídeň (Wiener Stadthalle)

Branky USA: 8:19 David Debol, 24:05 Robert Miller, 24:36 Mark Heaslip, 28:12 Buzz Schneider.

Branky SRN: 17:05 Reiner Philipp.

Rozhodčí: Viktor Dombrovskij (URS) – Nico Toemen (NED), Karl-Gustav Kaisla (FIN)

Vyloučení: 9:5 (1:0)

Diváků: 2 000
 Finsko –  SRN 	7:2 (4:0, 0:2, 3:0)
5. května 1977 (17:00) – Vídeň (Wiener Stadthalle)

Branky Finska: 7:26 Lasse Oksanen, 8:57 Kari Makkonen, 17:19 Jukka Alkula, 19:51 Timo Sutinen, 47:32 Kari Makkonen, 55:37 Martti Jarkko, 57:59 Risto Siltanen.

Branky SRN: 22:31 Erich Kühnhackl, 39:33 Erich Kühnhackl.

Rozhodčí: Marcel Vaillancourt (CAN) – Mihai Presneanu (ROM), László Schell (HUN)

Vyloučení: 5:5 (2:0, 0:2)

Diváků: 2 000
 USA –  Rumunsko		4:5 (0:1, 1:4, 3:0)
5. května 1977 (20:00) – Vídeň (Wiener Stadthalle)

Branky USA: 21:57 Robert Krieger, 42:58 [Louis Nanne, 58:28 [Robert Krieger, 59:47 David Hynes.

Branky Rumunska: 17:13 Marian Pisaru, 22:50 Doru Tureanu, 32:06 Dezideriu Varga, 35:20 Doru Tureanu, 36:55 Sandor Gall.

Rozhodčí: Ivo Filip (TCH) – Oskar Wögerer (AUT), Martin Erhard (GER)

Vyloučení: 5:5 (1:1) + Louis Nanne na 5 min.

Diváků: 1 500
 SRN –  Rumunsko		3:2 (1:0, 1:2, 1:0)
7. května 1977 (17:00) – Vídeň (Wiener Stadthalle)

Branky SRN: 12:47 Franz Reindl, 37:59 Ignaz Berndaner, 56:10 Alois Schloder.

Branky Rumunska: 21:49 Florea Zginca, 29:50 Doru Tureanu.

Rozhodčí: Marcel Vaillancourt (CAN) – Karl-Gustav Kaisla (FIN), Nico Toemen (NED)

Vyloučení: 3:2

Diváků: 2 500
 Finsko –  USA 	2:3 (0:0, 1:2, 1:1)
7. května 1977 (20:00) – Vídeň (Wiener Stadthalle)

Branky Finska: 21:21 Jukka Porvari, 50:30 Lasse Oksanen.

Branky USA: 34:50 Robert Krieger, 35:28 Warren Williams, 47:41 Louis Nanne.

Rozhodčí: Ivo Filip (TCH) – Martin Erhard (GER), Mihai Presneanu (ROM)

Vyloučení: 4:7 (1:0, 1:0)

Diváků: 1 500

### Mistrovství Evropy
|    |          | TCH   | SWE  | URS   | FIN   | GER   | ROM   | V | R | P | Skóre | B  |
| 1. | ČSSR     | ***   | 3:1* | 1:6*  | 11:3* | 9:3*  | 13:1* | 6 | 0 | 1 | 43:18 | 12 |
| 2. | Švédsko  | 1:2   | ***  | 5:1*  | 5:1*  | 7:1*  | 8:1*  | 5 | 0 | 2 | 30:10 | 10 |
| 3. | SSSR     | 3:4   | 1:3  | ***   | 11:6* | 10:0* | 18:1* | 4 | 0 | 3 | 50:20 | 8  |
| 4. | Finsko   | 3:11* | 1:5* | 6:11* | ***   | 4:1   | 4:2   | 4 | 0 | 3 | 39:33 | 8  |
| 5. | SRN      | 3:9*  | 1:7* | 0:10* | 2:7*  | ***   | 6:3   | 2 | 0 | 5 | 16:42 | 4  |
| 6. | Rumunsko | 1:13* | 1:8* | 1:18* | 1:14* | 2:3*  | ***   | 0 | 0 | 7 | 11:66 | 0  |

- s hvězdičkou = zápasy ze základní skupiny.
- ČSSR, SSSR a Švédsko = druhé zápasy z finálové skupiny.
- Finsko, SRN a Rumunsko = druhé zápasy ze skupiny o 5.- 8. místo.

## Statistiky

### Nejlepší hráči podle direktoriátu IIHF
| Brankář | Göran Högosta    |
| Obránce | Valerij Vasiljev |
| Útočník | Helmuts Balderis |

### All Stars
| Brankář         | Göran Högosta      |
| Levý obránce    | František Pospíšil |
| Pravý obránce   | Valerij Vasiljev   |
| Levé křídlo     | Helmuts Balderis   |
| Střední útočník | Vladimir Petrov    |
| Pravé křídlo    | Vladimír Martinec  |

### Kanadské bodování
| Poř. | Kanadské bodování | Branky | Přihrávky | Body |
| ---- | ----------------- | ------ | --------- | ---- |
| 1.   | Vladimir Petrov   | 7      | 14        | 21   |
| 2.   | Boris Michajlov   | 12     | 7         | 19   |
| 3.   | Valerij Charlamov | 9      | 7         | 16   |
| 3.   | Sergej Kapustin   | 9      | 7         | 16   |
| 5.   | Pierre Larouche   | 8      | 8         | 16   |
| 6.   | Vladimír Martinec | 6      | 10        | 16   |
| 6.   | Milan Nový        | 6      | 10        | 16   |
| 8.   | Helmuts Balderis  | 8      | 7         | 15   |
| 9.   | Roland Eriksson   | 7      | 6         | 13   |
| 10.  | Ivan Hlinka       | 9      | 3         | 12   |

### Soupiska Československa
1.  Československo

Brankáři: Jiří Holeček, Vladimír Dzurilla.

Obránci: Oldřich Machač,  – František Pospíšil, Jiří Bubla, Milan Kajkl, František Kaberle, Miroslav Dvořák, Milan Chalupa.

Útočníci: Vladimír Martinec, Milan Nový, Bohuslav Ebermann, Jiří Novák, Ivan Hlinka, Jiří Holík, Marián Šťastný, Peter Šťastný, Jaroslav Pouzar, Eduard Novák, Vincent Lukáč.

Trenéři: Karel Gut, Ján Starší.

### Soupiska Švédska
2.  Švédsko

Brankáři: Göran Högosta, Hardy Åström.

Obránci: Lars Lindgren, Stefan Persson, Stig Salming, Jan-Erik Silfverberg, Mats Waltin, Ulf Weinstock, Lars Zetterström.

Útočníci: Kent-Erik Andersson, Per-Olov Brasar, Rolf Edberg, Lars-Erik Ericsson, Roland Eriksson, Hans Jax, Martin Karlsson, Lars-Gunnar Lundberg, Bengt Lundholm, Nils-Olof Olsson, Mats Åhlberg.

Trenér: Hans Lindberg, Kjell Larsson.

### Soupiska SSSR
3.  SSSR

Brankáři: Vladislav Treťjak, Alexandr Sidelnikov.

Obránci: Vladimir Lutčenko, Alexandr Gusev, Gennadij Cygankov, Valerij Vasiljev, Vasilij Pěrvuchin, Sergej Babinov, Vjačeslav Fetisov

Útočníci: Boris Michajlov, Vladimir Petrov, Valerij Charlamov, Viktor Šalimov, Vladimir Šadrin, Alexandr Jakušev, Helmuts Balderis, Viktor Žluktov, Sergej Kapustin, Alexandr Golikov, Alexandr Malcev.

Trenéři: Boris Kulagin, Konstantin Loktěv, Vladimir Jurzinov.

### Soupiska Kanady
4.  Kanada

Brankáři: Jim Rutherford, Tony Esposito.

Obránci: Dennis Kearns, Greg Smith, Phil Russell, Rick Hampton, Carol Vadnais, Dallas Smith.

Útočníci: Guy Charron, Walt McKechnie, Wilf Paiement, Al MacAdam, Wayne Merrick, Ralph Klassen, Phil Esposito, Rod Gilbert, Pierre Larouche, Jean Pronovost, Eric Vail, Ron Ellis.

Trenér: John Wilson.

### Soupiska Finska
5.  Finsko

Brankáři: Jorma Valtonen, Urpo Ylönen.

Obránci: Seppo Suoraniemi, Seppo Lindström, Pekka Marjamäki, Hannu Haapalainen, Risto Siltanen, Pekka Rautakallio, Timo Nummelin.

Útočníci: Jukka Porvari, Antero Lehtonen, Kari Makkonen, Esa Peltonen, Jukka Alkula, Seppo Ahokainen, Lasse Oksanen, Pertti Koivulahti, Martti Jarkko, Timo Sutinen, Veli-Marti Ruisma.

Trenér: Lasse Heikkilä.

### Soupiska USA
6.   USA

Brankáři: Mike Curran, Dave Reece.

Obránci: Lou Nanne, Jim McElmury, Bob Paradise, Joe Micheletti, Wally Olds, Russ Anderson.

Útočníci: Buzz Schneider, Warren Miller, Warren Williams, Thomas Vannelli, Tom Younghans, David Hynes, Mark Heaslip, Dave Debol, Robert Krieger, Bob Miller, Tom Rowe.

Trenér: John Mariucci.

### Soupiska SRN
7.   SRN 

Brankáři: Anton Kehle, Sigmund Suttner.

Obránci: Udo Kießling, Ignaz Berndaner, Josef Völk, Werner Klatt, Klaus Auhuber, Horst Kretschmer.

Útočníci: Peter Scharf, Alois Schloder, Erich Kühnhackl, Reiner Philipp, Walter Stadler, Hans Zach, Franz Reindl, Walter Köberle, Vladimir Vacatko, Lorenz Funk, Hermann Hinterstocker, Miroslaw Slezak.

Trenér: Hans Rampf.

### Soupiska Rumunska
8.  Rumunsko

Brankáři: Valerin Netedu, Gheorghe Hutan.

Obránci: Elöd Antal, Sandor Gall, Gheorghe Iustinian, Doru Morosan, Dezideriu Varga, Ion Ionita.

Útočníci: Florea Zginca, Eduard Pana, Constantin Dumitru, Marian Pisaru, Dumitru Axinte, Doru Tureanu, Marian Costea, Ion Gheorghiu, Laszlo Solyom, Constantin Nistor, Adrian Olenici, Tiberiu Miklos.

Trenér: Stefan Ionescu.

### Rozhodčí
| Hlavní - Viktor Dombrovskij - Ivo Filip - Stig Karlsson - Josef Kompalla - Jim Neagles - Raimo Sepponen - Marcel Vaillancourt | Čárový - Martin Erhard - Karl-Gustav Kaisla - Mihai Presneanu - Laszlo Schell - Nico Toemen - Harry Westreicher - Walter Wieser - Oskar Wögerer |

## MS Skupina B
|    |            | GDR  | POL  | JPN | NOR | SUI  | HUN  | YUG | NED | AUT  | V | R | P | Skóre | B  |
| 1. | NDR        | ***  | 7:1  | 5:0 | 8:1 | 10:3 | 9:2  | 7:6 | 4:2 | 7:1  | 8 | 0 | 0 | 57:16 | 16 |
| 2. | Polsko     | 1:7  | ***  | 5:2 | 7:3 | 5:2  | 10:0 | 4:6 | 4:2 | 3:0  | 6 | 0 | 2 | 39:22 | 12 |
| 3. | Japonsko   | 0:5  | 2:5  | *** | 2:2 | 3:2  | 5:2  | 4:1 | 8:2 | 6:2  | 5 | 1 | 2 | 30:21 | 11 |
| 4. | Norsko     | 1:8  | 3:7  | 2:2 | *** | 4:3  | 8:2  | 4:2 | 4:4 | 4:2  | 4 | 2 | 2 | 30:30 | 10 |
| 5. | Švýcarsko  | 3:10 | 2:5  | 2:3 | 3:4 | ***  | 7:3  | 5:3 | 3:2 | 10:3 | 4 | 0 | 4 | 35:33 | 8  |
| 6. | Maďarsko   | 2:9  | 0:10 | 2:5 | 2:8 | 3:7  | ***  | 3:1 | 8:2 | 7:4  | 3 | 0 | 5 | 27:46 | 6  |
| 7. | Jugoslávie | 6:7  | 6:4  | 1:4 | 2:4 | 3:5  | 1:3  | *** | 5:5 | 6:4  | 2 | 1 | 5 | 30:36 | 5  |
| 8. | Nizozemí   | 2:4  | 2:4  | 2:8 | 4:4 | 2:3  | 2:8  | 5:5 | *** | 4:3  | 2 | 0 | 6 | 23:39 | 4  |
| 9. | Rakousko   | 1:7  | 0:3  | 2:6 | 2:4 | 3:10 | 4:7  | 4:6 | 3:4 | ***  | 0 | 0 | 8 | 19:46 | 0  |

 Polsko –  Nizozemsko 4:2 (2:2, 2:0, 0:0)
10. března 1977 – Tokio

 Norsko –  Jugoslávie 4:2 (2:1, 1:1, 1:0)
10. března 1977 – Tokio

 NDR –  Rakousko 7:1 (0:0, 2:1, 5:0)
10. března 1977 – Tokio

 Japonsko –  Maďarsko 5:2 (3:1, 1:0, 1:1)
10. března 1977 – Tokio

 Rakousko –  Maďarsko 4:7 (0:1, 1:3, 3:3)
11. března 1977 – Tokio

 Norsko –  Švýcarsko 4:3 (1:3, 1:0, 2:0)
11. března 1977 – Tokio

 NDR –  Jugoslávie 7:6 (2:1, 2:1, 3:4)
12. března 1977 – Tokio

 Polsko –  Švýcarsko 5:2 (0:1, 3:1, 2:0)
12. března 1977 – Tokio

 Japonsko –  Nizozemsko 8:2 (3:1, 1:0, 4:1)
12. března 1977 – Tokio

 Jugoslávie –  Rakousko 6:4 (1:1, 2:2, 3:1)
13. března 1977 – Tokio

 Nizozemsko –  Maďarsko 2:8 (1:4, 0:2, 1:2)
13. března 1977 – Tokio

 Japonsko –  Norsko 2:2 (0:0, 2:1, 0:1)
13. března 1977 – Tokio

 NDR –  Maďarsko 9:2 (3:1, 0:0, 6:1)
14. března 1977 – Tokio

 Polsko –  Norsko 7:3 (2:1, 4:0, 1:2)
14. března 1977 – Tokio

 Švýcarsko –  Rakousko 10:3 (4:1, 3:0, 3:2)
14. března 1977 – Tokio

 Polsko –  NDR 1:7 (0:2, 1:2, 0:3)
15. března 1977 – Tokio

 Jugoslávie –  Nizozemsko 5:5 (2:0, 2:4, 1:1)
15. března 1977 – Tokio

 Japonsko –  Švýcarsko 3:2 (1:2, 2:0, 0:0)
15. března 1977 – Tokio

 Nizozemsko –  Rakousko 4:3 (1:1, 1:1, 2:1)
16. března 1977 – Tokio

 Norsko –  Maďarsko 8:2 (3:1, 2:0, 3:1)
16. března 1977 – Tokio

 Japonsko –  Jugoslávie 4:1 (0:1, 4:0, 0:0)
16. března 1977 – Tokio

 NDR –  Švýcarsko 10:3 (4:0, 5:1, 1:2)
17. března 1977 – Tokio

 Norsko –  Rakousko 4:2 (0:0, 2:0, 2:2)
17. března 1977 – Tokio

 Polsko –  Maďarsko 10:0 (5:0, 3:0, 2:0)
17. března 1977 – Tokio

 NDR –  Nizozemsko 4:2 (2:0, 2:2, 0:0)
18. března 1977 – Tokio

 Švýcarsko –  Jugoslávie 5:3 (2:1, 1:1, 2:1)
18. března 1977 – Tokio

 Japonsko –  Polsko 2:5 (1:2, 0:2, 1:1)
18. března 1977 – Tokio

 Norsko –  Nizozemsko 4:4 (1:2, 1:1, 2:1)
19. března 1977 – Tokio

 Jugoslávie –  Maďarsko 1:3 (0:1, 1:0, 0:2)
19. března 1977 – Tokio

 Japonsko –  Rakousko 6:2 (4:1, 0:1, 2:0)
19. března 1977 – Tokio

 Švýcarsko –  Maďarsko 7:3 (3:1, 3:1, 1:1)
20. března 1977 – Tokio

 NDR –  Norsko 8:1 (1:0, 3:0, 4:1)
20. března 1977 – Tokio

 Polsko –  Rakousko 3:0 (0:0, 2:0, 1:0)
20. března 1977 – Tokio

 Švýcarsko –  Nizozemsko 3:2 (1:0, 0:1, 2:1)
21. března 1977 – Tokio

 Japonsko –  NDR 0:5 (0:1, 0:2, 0:2)
21. března 1977 – Tokio

 Polsko –  Jugoslávie 4:6 (1:1, 3:3, 0:2)
21. března 1977 – Tokio

## MS Skupina C
|    |                | ITA  | DEN  | BUL  | FRA  | ESP  | BEL  | GBR  | V | R | P | Skóre | B  |
| 1. | Itálie         | ***  | 2:2  | 6:0  | 8:2  | 12:0 | 21:1 | 15:1 | 5 | 1 | 0 | 64:6  | 11 |
| 2. | Dánsko         | 2:2  | ***  | 6:3  | 3:1  | 14:3 | 27:4 | 9:2  | 5 | 1 | 0 | 61:15 | 11 |
| 3. | Bulharsko      | 0:6  | 3:6  | ***  | 6:4  | 14:2 | 17:4 | 7:3  | 4 | 0 | 2 | 47:25 | 8  |
| 4. | Francie        | 2:8  | 1:3  | 4:6  | ***  | 12:1 | 12:3 | 6:3  | 3 | 0 | 3 | 37:24 | 6  |
| 5. | Španělsko      | 0:12 | 3:14 | 2:14 | 1:12 | ***  | 6:7  | 5:2  | 1 | 0 | 5 | 17:61 | 2  |
| 6. | Belgie         | 1:21 | 4:27 | 4:17 | 3:12 | 7:6  | ***  | 5:6  | 1 | 0 | 5 | 24:89 | 2  |
| 7. | Velká Británie | 1:15 | 2:9  | 3:7  | 3:6  | 2:5  | 6:5  | ***  | 1 | 0 | 5 | 17:47 | 2  |

 Dánsko –  Velká Británie 9:2 (2:1, 4:0, 3:1)
12. března 1977 – Kodaň

 Francie –  Belgie 12:3 (3:1, 3:0, 6:2)
12. března 1977 – Hørsholm

 Itálie –  Španělsko 12:0 (2:0, 5:0, 5:0)
12. března 1977 – Kodaň

 Velká Británie –  Francie 3:6 (1:3, 1:1, 1:2)
13. března 1977 – Hørsholm

 Španělsko –  Bulharsko 2:14 (0:3, 1:5, 1:6)
13. března 1977 – Kodaň

 Belgie –  Itálie 1:21 (0:5, 0:8, 1:8)
13. března 1977 – Hørsholm

 Dánsko –  Bulharsko 6:3 (1:1, 0:1, 5:1)
14. března 1977 – Hørsholm

 Francie –  Itálie 2:8 (1:4, 0:2, 1:2)
15. března 1977 – Kodaň

 Velká Británie –  Belgie 6:5 (1:2, 2:0, 3:3)
15. března 1977 – Hørsholm

 Dánsko –  Španělsko 14:3 (6:1, 2:2, 6:0)
15. března 1977 – Kodaň

 Francie -  Bulharsko 4:6 (0:3, 2:0, 2:3)
16. března 1977 – Kodaň

 Belgie –  Bulharsko 4:17 (2:9, 0:3, 2:5)
17. března 1977 – Hørsholm

 Velká Británie –  Itálie 1:15 (0:3, 0:6, 1:6)
17. března 1977 – Kodaň

 Francie –  Španělsko 12:1 (2:0, 5:1, 5:0)
18. března 1977 – Hørsholm

 Dánsko -  Belgie 27:4 (11:1, 8:2, 8:1)
18. března 1977 – Kodaň

 Itálie –  Bulharsko 6:0 (4:0, 1:0, 1:0)
19. března 1977 – Hørsholm

 Velká Británie –  Španělsko 2:5 (0:2, 1:3, 1:0)
19. března 1977 – Kodaň

 Dánsko –  Francie 3:1 (0:1, 2:0, 1:0)
19. března 1977 – Hørsholm

 Belgie –  Španělsko 7:6 (3:3, 1:2, 3:1)
20. března 1977 – Kodaň

 Velká Británie –  Bulharsko 3:7 (2:3, 1:4, 0:0)
20. března 1977 – Hørsholm

 Dánsko –  Itálie 2:2 (0:0, 1:0, 1:2)
20. března 1977 – Kodaň